# Governo in esilio dell'Estonia

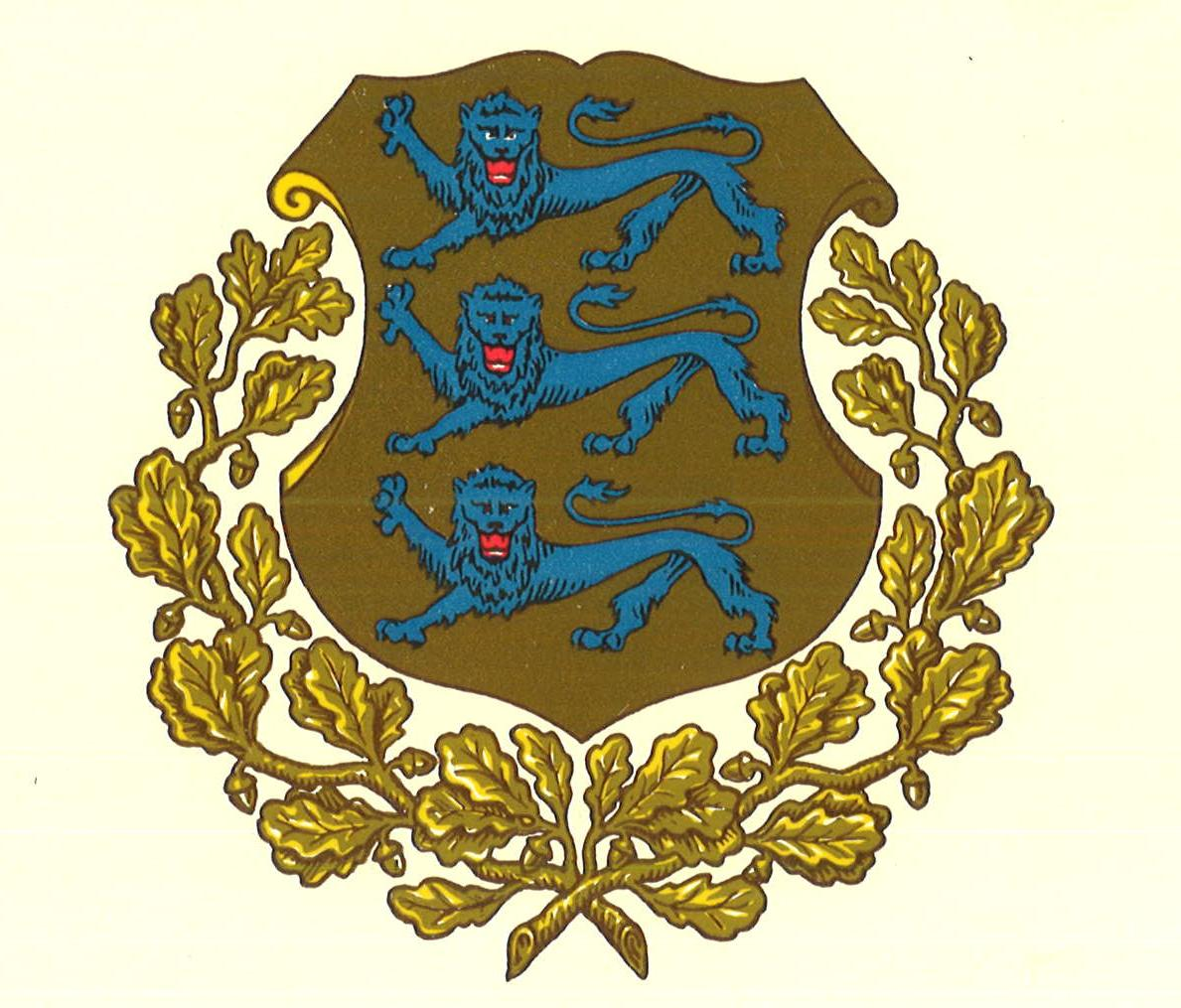
Stemma della Repubblica d'Estonia utilizzato anche dal governo estone in esilio

Il Governo estone in esilio si riferisce all'autorità governativa dichiarata formalmente della Repubblica d'Estonia in esilio, esistente dal 1953 fino al restauro della sovranità estone sul territorio balto-finnico, avvenuta a seguito delle prime elezioni libere estoni nel 1992.
Tracciò la sua legittimità attraverso la successione costituzionale dell'ultimo governo estone, al potere sul suolo dell'Estonia, prima dell'invasione sovietica del 1940.

## Cronologia

### Membri del governo estone posti in clandestinità durante l'occupazione sovietica
L'URSS occupò militarmente e annesse illegalmente l'Estonia nel giugno del 1940. Le autorità sovietiche procedettero ad arrestare il presidente in carica estone Konstantin Päts e lo deportarono in Unione Sovietica, dove morì imprigionato nel 1956. Molti membri governativi furono deportati o condannati a morte inclusi otto precedenti capi di stato e trentotto ministri. Quelli che sopravvissero furono condannati alla clandestinità.
Jüri Uluots fu l'ultimo primo ministro costituzionale al tempo dell'occupazione sovietica. Con la perdita di Päts, Uluots, poiché capo del governo e in accordo con la Sezione 46 della Costituzione estone (Riigi Teataja 03.09.1937, n.71 Art.590, che specificava che in caso il Presidente fosse stato vacante o altrimenti inabile ed incapace di eseguire i propri doveri, tali doveri dovessero essere assunti dal Primo Ministro facente funzione di Capo dello Stato), divenne capo di Stato.
Uluots tentò di nominare un nuovo governo estone nel luglio del 1941, all'inizio dell'occupazione nazista, ma le autorità tedesche si rifiutarono di riconoscere l'Estonia come uno Stato sovrano.

### Il Comitato Nazionale estone durante l'occupazione della Germania Nazista
Il Comitato Nazionale dell'Estonia venne formato da membri facenti parte del governo estone precedente all'occupazione sovietica del 1940.
Il comitato fu presieduto dal 23 marzo 1944 da Kaarel Liidak, poi dal 15 o 16 agosto da Otto Tief. Il Comitato si autoproclamò come supremo potere della Repubblica d'Estonia, il 1º agosto 1944.

### Il fallimento del restauro dell'indipendenza nel 1944 e la nuova occupazione sovietica

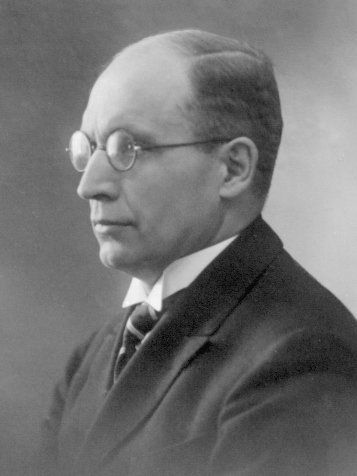
Jüri Uluots.

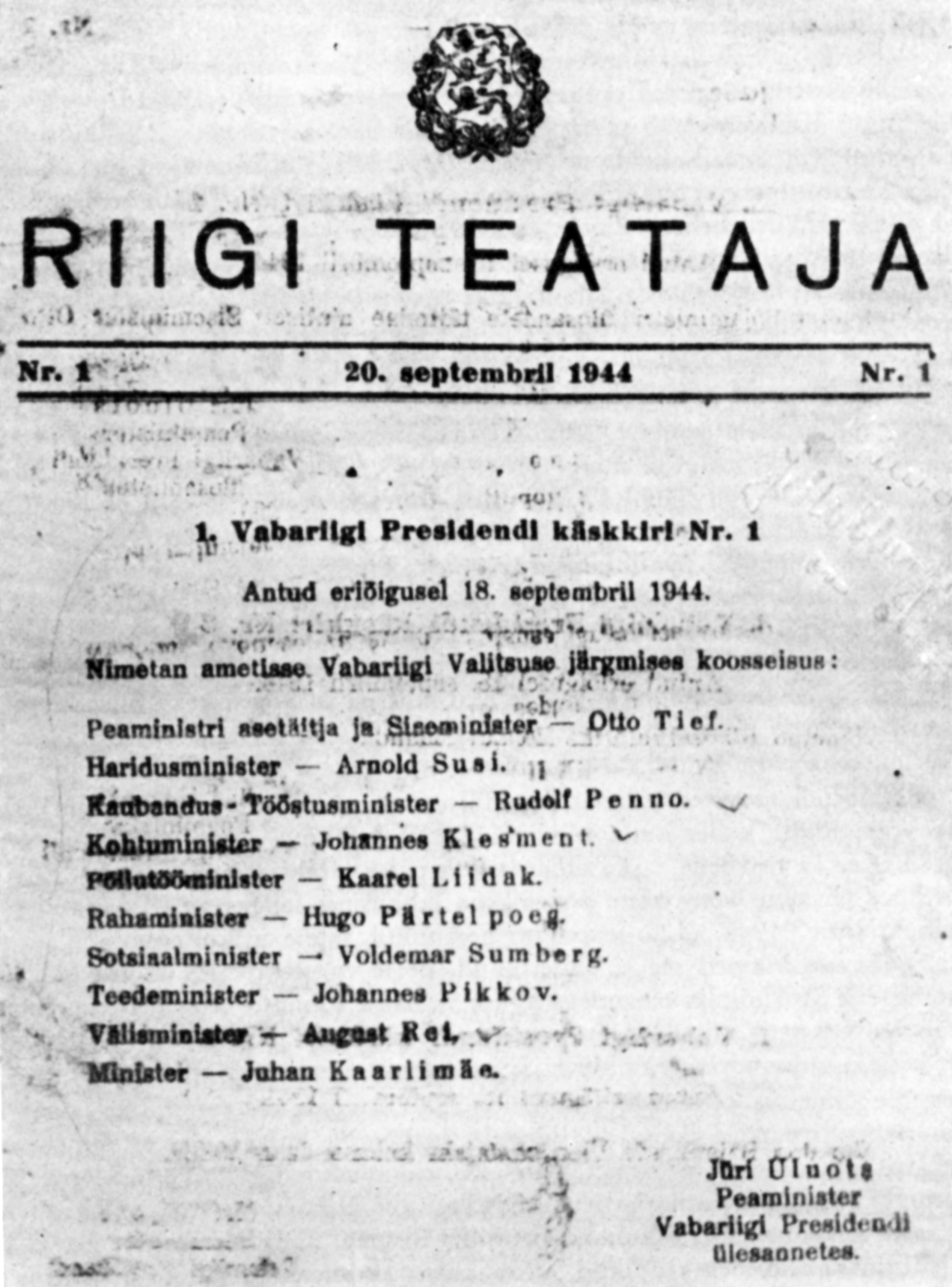
La composizione del Governo dell'Estonia, nominato il 18 settembre 1944, pubblicata sulla Gazzetta Ufficiale Estone: (in estone:Riigi Teataja).

Nel giugno del 1942 i leader politici d'Estonia, che sopravvissero alle purghe staliniane, alle repressioni e sfuggirono alle deportazioni sovietiche, tennero una riunione, di nascosto dall'occupazione militare sovietica al potere, dove si discussero: la formazione di un governo clandestino e le alternative per preservare continuità alla Repubblica d'Estonia..
Il 6 gennaio 1943 si tenne una riunione alla delegazione estera estone a Stoccolma. Al fine di difendere la continuazione legale della Repubblica d'Estonia, fu stabilito che l'ultimo primo ministro costituzionale, Jüri Uluots, dovesse continuare ad adempiere alle sue funzioni di primo ministro estone.
Il 20 aprile 1944, il Comitato Elettorale della Repubblica d'Estonia (Vabariigi Presidendi Asetäitja Valimiskogu, cioè l'istituzione specificata nella Costituzione per eleggere il Presidente della Repubblica in carica), tenne una riunione clandestina a Tallinn.
I partecipanti includevano:
- Jüri Uluots, l'ultimo primo ministro della Repubblica d'Estonia, prima dell'occupazione sovietica,
- Johan Holberg, il sostituto del Comandante in Capo delle forze armate estoni,
- Otto Pukk, il presidente della Camera dei Deputati,
- Alfred Maurer, il secondo deputato vice Presidente del Consiglio Nazionale,
- Mihkel Klaassen, giudice della Corte Suprema dell'Estonia.

Il Comitato determinò che la nomina di Johannes Vares come Primo Ministro durante l'occupazione sovietica, fatta da Konstantin Päts, fosse stata illegale e che Uluots aveva assunto tali poteri dal 21 giugno 1940 in poi.. Il 21 giugno 1944, Uluots nominò Otto Tief come Primo Ministro sostituto. Il 18 settembre 1944, Uluots, malato di cancro, nominò Otto Tief come Primo Ministro in carica e formò un governo che consisteva in undici membri. Il 20 settembre 1944, Uluots, sempre più malato, si trasferì in Svezia. Quindi Tief assunse la carica in accordo con la Costituzione estone, e colse l'opportunità con il ritiro delle truppe naziste, di dichiarare legittima e restaurata la sovranità estone. La maggior parte dei membri di questo debole governo dovettero fuggire da Tallinn il 21 settembre e Tief stesso fuggì il 22 settembre.
Come riportato dal Royal Institute di Affari Internazionali, il 21 settembre 1944 il governo estone nazionale venne proclamato, le forze estoni si impadronirono dei palazzi governativi a Toompea ed intimarono alle forze naziste di ritirarsi.. La bandiera nazista fu sostituita con il tricolore estone, sulla torre di Pikk Hermann, ma il debole neonato governo di Tief non riuscì tuttavia a mantenere il controllo poiché le forze militari estoni, guidate da Johan Pitka, si trovarono a combattere, contemporaneamente e senza alcun aiuto internazionale, contro i nazisti in ritirata da un lato e i sovietici in avanzata dall'altro. Il 22 settembre i sovietici entrarono a Tallinn, occupandola e sostituirono la bandiera estone con quella sovietica.

### Fuga dalle forze sovietiche
Dunque il governo di Tief fuggì da Tallinn. L'ultima riunione si tenne nel villaggio di Põgari il 22 settembre. Tuttavia, la nave che aveva l'appuntamento per farli scappare attraverso il Baltico, ebbe problemi al motore e non riuscì ad arrivare in tempo. Molti membri e ufficiali, incluso Tief, furono catturati, imprigionati, deportati o uccisi dall'avanzata delle forze sovietiche. Tief fu deportato per dieci anni in Siberia, poi tornato morì in Estonia nel 1976. Solo Kaarel Liidak, il ministro dell'Agricoltura, restò nascosto e morì nel 1945.

### La successione di Rei e la rivalità di Maurer
Dopo che Uluots morì nel 1945 August Rei, il più anziano dei membri del governo sopravvissuti, assunse il ruolo di facente funzione Capo di Stato. Rei fu appoggiato dai membri sopravvissuti del governo Tief, a Stoccolma. Rei era stato l'ultimo ambasciatore estone a Mosca prima dell'occupazione sovietica del 1940, ed era riuscito a fuggire a Stoccolma, passando per Riga.
Rei dichiarò il governo ufficiale estone in esilio il 12 gennaio 1953 a Oslo in Norvegia. Fu scelta Oslo perché in Norvegia, contrariamente a quanto avveniva in Svezia, non erano proibite attività politiche come questa.
Tuttavia vi fu un altro gruppo di politici estoni che pensava che un presidente estone dovesse essere eletto attraverso un corpo rappresentativo. Questo gruppo era capeggiato da Alfred Maurer, che era stato il secondo deputato presidente del Consiglio Nazionale d'Estonia prima del 1940. Maurer fu eletto facente funzione di Capo di Stato in esilio il 3 marzo 1953, ad Augustdorf in Germania. Nonostante egli avesse maggior supporto dagli esuli estoni, Maurer non formò mai un nuovo governo (affermando che quello di Tief fosse ancora in carica) e questa linea politica non ebbe seguito e si estinse con la morte di Maurer, un anno e mezzo dopo, lasciando il governo di Rei come l'unico legittimario.
La carica di facente funzione di capo del governo in esilio continuò ad essere assunta in successione anche dopo la morte di Rei nel 1963, fino al 1992. Dal 1953 al 1992 si sono succeduti cinque governi in esilio. La loro priorità fu quella di reclamare il restauro dell'indipendenza della repubblica estone presso le diplomazie occidentali e del mondo.

## Diplomazia
Delle tre repubbliche baltiche, solo l'Estonia mantenne stabile un governo in esilio durante le occupazioni militari nazi-sovietiche. Nel caso della Lettonia e Lituania, l'autorità sovrana fu mantenuta dalle delegazioni diplomatiche. Anche in riguardo all'Estonia, le delegazioni furono lo strumento principale per condurre una propria diplomazia internazionale e per amministrare questioni di stato giornaliere (come il mantenimento e l'emissione di passaporti estoni). Il consolato più importante era quello di New York.
Secondo la dottrina Stimson e secondo altre dottrine europee, la legittimità dell'occupazione sovietica delle Repubbliche baltiche non fu mai riconosciuta dagli Usa e dalla maggior parte dei paesi occidentali. Grazie al ruolo primario delle autorità diplomatiche esercitato dal Consolato estone a New York, il ruolo del governo estone in esilio a Oslo ebbe un'importanza di natura simbolica.
Comunque, il governo estone in esilio fu utile per portare avanti la continuità dello Stato estone. L'ultimo primo ministro con carica di presidente estone, Heinrich Mark, terminò di avere tali credenziali solo nel 1992, quando fu eletto il presidente Lennart Meri, nell'Estonia ritornata indipendente nel 1991. Meri ringraziò il governo in esilio per aver saputo mantenere la legale continuità dello stato estone.
Un gruppo di attivisti, inclusi Mihkel Mathiesen, Kalev Ots, e Ahti Mänd rifiutò di accettare la dissoluzione del governo in esilio, affermando che nessun governo avrebbe potuto essere legittimato se non quello derivante dalla Costituzione del 1938. Essi ricostituirono un governo in esilio con sede a Nõmme, un distretto a sud di Tallinn, fino ad oggi.

## Lista dei Primi ministri (facenti funzione)
- Otto Tief (18 settembre 1944 - 12 gennaio 1953), imprigionato dal 1944, rimasto in Estonia.
- Johannes Sikkar (12 gennaio 1953 - 22 agosto 1960),
- Tonis Kint (22 agosto 1960 - 1º gennaio 1962),
- Aleksander Warma (1º gennaio 1962 - 29 marzo 1963),
- Tonis Kint (2 aprile 1963 - 23 dicembre 1970),
- Heinrich Mark (8 maggio 1971 - 1º marzo 1990),
- Enno Penno (1º marzo 1990 - 15 settembre 1992).